# Hrabstwo Jefferson (Wirginia Zachodnia)
Hrabstwo Jefferson (ang. Jefferson County) – hrabstwo w stanie Wirginia Zachodnia w Stanach Zjednoczonych. Obszar całkowity hrabstwa obejmuje powierzchnię 211,57 mil² (547,96 km²). Według szacunków United States Census Bureau w roku 2010 miało 53 498 mieszkańców.
Hrabstwo powstało w 1801 roku. 

## Miasta
- Bolivar
- Charles Town
- Harpers Ferry
- Shepherdstown
- Ranson[4]

## CDP
- Middleway
- Shannondale
- Shenandoah Junction[4]

| Populacja hrabstwa w poprzednich latach | Populacja hrabstwa w poprzednich latach |
| Rok                                     | Liczba ludności                         |
| --------------------------------------- | --------------------------------------- |
| 1980                                    | 30 311                                  |
| 1990                                    | 35 926                                  |
| 2000                                    | 42 190                                  |
| 2010                                    | 53 498                                  |